# 福川裕一
福川 裕一（ふくかわ ゆういち）は、日本の都市研究者で千葉大学名誉教授。専門は都市計画・アーバンデザインそして歴史的環境の保全、既成市街地（中心市街地）再生。

## 人物
川越一番街、佐原、長浜、小諸、高松市丸亀町、石巻中心市街地などの調査研究やまちづくりにかかわる。中心市街地活性化には「合意形成システム」と「市民による開発システム（まちづくり社会）」の二本柱の必要が持論だったが、現在はそれを「デザイン」「スキーム」「ビジネス（ライフスタイルのブランド化）」の「３ポイント・アプローチ」へ拡張・展開中。
川越一番街町並み委員会・副委員長、NPO全国町並み保存連盟・代表、一般社団法人讃岐ライフスタイル研究所共同代表、ICOMOS下部組織CIVVIHメンバー。高松丸亀町商店街でライフスタイルショップ「まちのシューレ・963」運営にもかかわる。

## 経歴
1972年 東京大学工学部都市工学科卒業。 1978年 東京大学大学院工学系研究科都市工学専攻博士課程修了。工学博士。明治大学工学部建築学科助手。 1982年 千葉大学工学部講師。1985年 千葉大学工学部助教授。1992年 ベトナムの町並み保存プロジェクト参加。その後ホイアンは世界遺産に。 1994年 建築作品・都市開発プロジェクトとして「木曽暮らしの工芸館」（新建築 8 月号）。 1996年 千葉大学大学院自然科学研究科・多様性科学教授。2015年3月退職。

## 著書
- 『ゾーニングとマスタープラン』（学芸出版）1997年
- 「都市住宅に対する都市計画的アプローチとは何か」（都市住宅学９）1998年
- 『ぼくたちのまちづくり 全４冊』（岩波書店）1999年[8]
- 『持続可能な都市』（岡部明子先生と共著・岩波書店）[9]
- 「中世都市　新装版」（訳書、 ハワード・サールマン／著）
- 『中心市街地活性化とまちづくり会社』（建築学会 丸善）2005年
- 『都市空間のデザイン』（大谷幸夫著、福川裕一編、岩波書店）2012年
- 「超入門！ ニッポンのまちのしくみ」(監修) - 淡交社[10]

## 受賞歴
- 1998年 都市住宅学会賞 受賞。
- 1999年 日本都市計画学会石川賞 受賞。
- 2000年 ホイアン町並み保存プロジェクト 建築学会賞 受賞。
- 2008年 都市開発プロジェクトとして「高松市丸亀町商店街Ａ街区市街地再開発」日本都市計画学会石川賞 受賞[11]